# زرشک پرویی
زرشک پرویی (نام علمی: Berberis beauverdiana) نام یک گونه از سرده زرشک است.